# Pycnonotus zeylanicus
El bulbul cabeciamarillo (Pycnonotus zeylanicus) es una especie de ave paseriforme de la familia Pycnonotidae nativa de Brunéi, Indonesia, Malasia, Birmania, Tailandia y Singapur.

## Descripción

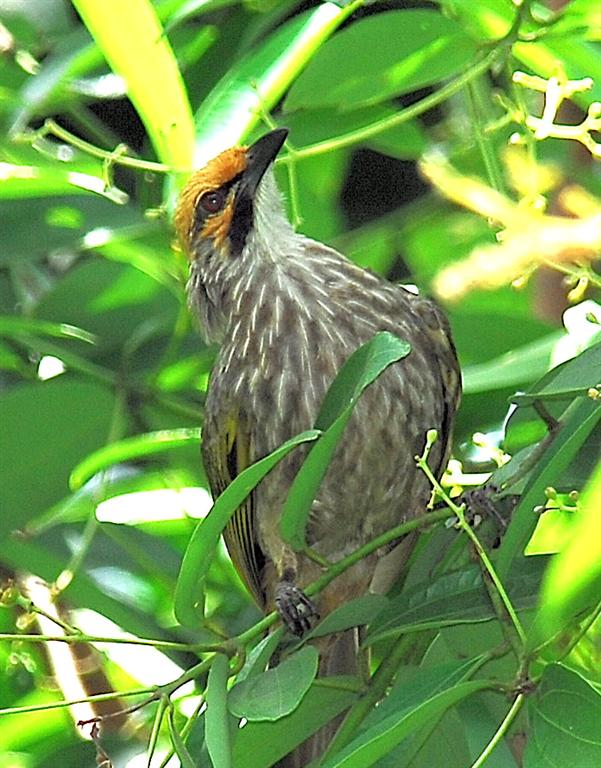
Espécimen entre los arbustos.

El bulbul cabeciamarillo mide 28 cm de longitud. La cabeza es color amarillo dorado con una franja negra atravesando el ojo y un parche amarillo dorado en la mejilla, un cuello blanco y a partir de las mejillas aparecen líneas blancuzcas. El dorso y la cola son de color marrón oscuro, las alas son de color ceniza y las plumas primarias tienen tonos verde oliva. Los flancos  alrededor del pecho y cuerpo varían de color marrón a gris, las partes inferiores son de color gris. El pico es negro, los pies son de color gris plomizo, el iris es de color marrón rojizo. Ambos sexos son similares, aunque la hembra es más pequeña. 

## Distribución y hábitat
El área de distribución comprende las islas de Sumatra, Borneo y Java en Indonesia, pero también zonas de Malasia y Tailandia. Sus hábitats son zonas de maleza y arbustos de los  tugais cerca de los ríos y charcos. Debido a su melodioso y gorjeante canto, frecuentemente es capturado, y vendido ilegalmente en otros países. Por tal motivo se ha convertido en una especie vulnerable en el Sudeste Asiático.

## Comportamiento
El bulbul vive en pequeños grupos de cuatro o cinco pájaros, a veces más. Se alimenta de frutas, especialmente bayas. También se alimenta de insectos, aunque no logre cazarlos en vuelo consigue capturalos a picotazos en el follaje del suelo.
Durante el apareamiento realiza movimientos rígidos y breves y saltos hacia adelante. El canto de las hembras se limita a acompañar el llamado en voz alta emitido por el macho, o continuar si este se detiene.

## Reproducción
La especie tiene crías a lo largo del año. Construye un nido en forma de cuenco con raíces, hojas y ramitas sobre las ramas bajas de árboles y arbustos. La hembra empolla dos a tres huevos, los cuales eclosionan después de 16 días de incubación.

## Amenazas
Está amenazado por la pérdida de hábitat y la caza furtiva.